# Peyrusse
Peyrusse (Okzitanisch: gleicher Name) ist eine französische Gemeinde mit 141 Einwohnern (Stand 1. Januar 2022) im Département Cantal in der Region Auvergne-Rhône-Alpes; sie gehört zum Arrondissement Saint-Flour.

## Geografie
Peyrusse liegt rund 19 Kilometer nordnordwestlich der Kleinstadt Saint-Flour innerhalb des Regionalen Naturparks  Volcans d’Auvergne.

## Geschichte
Die Gegend ist bereits seit der Bronzezeit besiedelt. Dies belegen Funde aus dieser Periode.
Peyrusse wird erstmals im Jahr 765 in den Chroniken des Benediktiners Aldeme als Pétrubia erwähnt. Im Hundertjährigen Krieg wird die Gemeinde geplündert. Die Gemeinde gehört historisch zur Region Cézallier innerhalb der Auvergne. Peyrusse gehörte von 1793 bis 1801 zum District Murat und war von 1793 bis 2015 Teil des Kantons Allanche.

### Bevölkerungsentwicklung
| Jahr                       | 1962 | 1968 | 1975 | 1982 | 1990 | 1999 | 2006 | 2019 |
| -------------------------- | ---- | ---- | ---- | ---- | ---- | ---- | ---- | ---- |
| Einwohner                  | 358  | 334  | 276  | 274  | 259  | 215  | 177  | 151  |
| Quellen: Cassini und INSEE |      |      |      |      |      |      |      |      |

## Sehenswürdigkeiten
- Kirche Saint-Roch aus dem Jahr 1884
- Schlossruine in Peyrusse Haut
- Kapellen in Peyrusse Haut und Valence
- Kreuze in Aubejeac, Besse und Vélonnière
- zahlreiche Zeugnisse aus Bronze-/Eisenzeit und gallo-römischer Zeit
- Basaltsäulen in Auliadet
- Wasserfall an der Bouzaire

Quelle: